# 黃病毒科
黃病毒科（学名：Flaviviridae）是一类正单链RNA病毒，主要感染哺乳類動物，遺傳物質為單股線型的RNA，長度約9.6-12.3kb，5'端帽帶有甲基化的核苷酸。病毒顆粒具有外套膜，直徑約40-60nm。
黃病毒科是一種病毒家族。人類和其他哺乳類動物作為其天然宿主。它們主要通過節肢動物載體（主要是蜱和蚊子）傳播。該科從黃熱病病毒(黃病毒科病毒)獲得其名稱；「flavus」在拉丁語中表示黃色，而黃熱病又因其傾向於在受害者中引起黃疸而命名。目前在這個科中有超過100種，分為四個屬。與該家族相關的疾病包括：丙型肝炎病毒、肝炎、瘟病毒、出血綜合徵、流產、致命性粘膜疾病、黃病毒、出血熱、腦炎和出生缺陷小頭症(茲卡病毒)。

## 下级分类
本科包括以下属：
- 黃病毒屬 Flavivirus  - 代表種：黃熱病毒（Yellow fever virus）、日本腦炎病毒（Japanese encephalitis virus (JEV)）、登革熱病毒（Dengue virus）、西尼羅河病毒（West Nile virus）、寨卡病毒（Zika virus）
- 肝炎病毒屬 Hepacivirus  - 代表種：C型肝炎病毒（Hepatitis C virus）
- 瘟疫病毒屬 Pestivirus  - 代表種：牛科病毒性腹瀉病毒（Bovine viral diarrhea virus）
- 趨肝性病毒屬 Pegivirus  - 持久性“G”型肝炎病毒是黃病毒科中一個新的單一正鏈RNA病毒、(包括 GB virus A, GB virus C, and GB virus D)

## 外部連結
- 微生物免疫學-Flaviviridae(黃病毒科) （页面存档备份，存于）
- Viralzone: Flaviviridae （页面存档备份，存于）
- ICTV （页面存档备份，存于）
- Virus Pathogen Database and Analysis Resource (ViPR): Flaviviridae
- . NCBI Taxonomy Browser.   [2016-02-03]. 11050. （原始内容存档于2021-12-10）.

1. ↑  . GBIF.   [2023-02-27]. （原始内容存档于2023-02-27）.